# 弗拉耶和沙特比耶
弗拉耶和沙特比耶（法語：Frahier-et-Chatebier，法語發音：[fʁaje e ʃatbje]）是法国上索恩省的一个市镇，属于吕尔区。

## 地理
弗拉耶和沙特比耶（47°39'37"N, 6°44'51"E）面积17.39 平方千米，位于法国勃艮第-弗朗什-孔泰大區上索恩省，该省份为法国东部内陆省份，北起顺时针与孚日省、贝尔福地区省、杜省、汝拉省、科多尔省和上马恩省接壤。
与弗拉耶和沙特比耶接壤的市镇（或旧市镇、城区）包括：沙热、沙隆维拉尔、尚帕涅、舍讷比耶、埃沙瓦讷、埃韦特-萨尔贝。

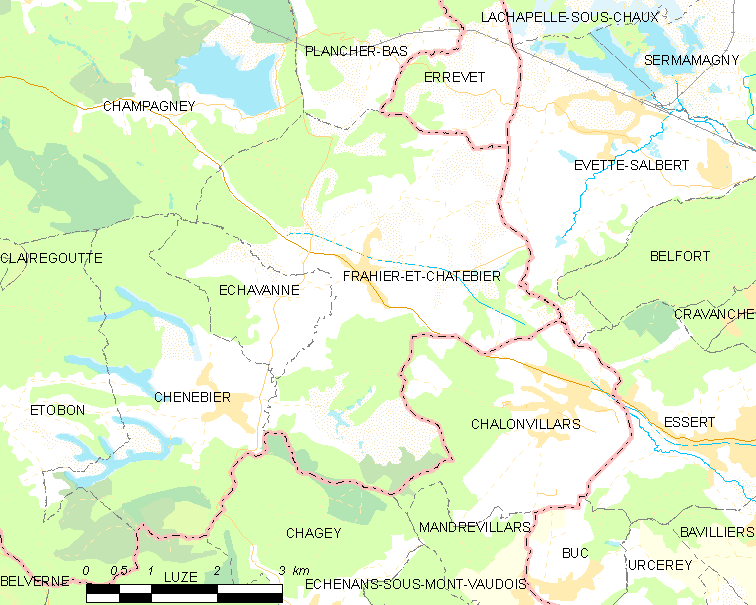
弗拉耶和沙特比耶的OSM定位图

弗拉耶和沙特比耶的时区为UTC+01:00、UTC+02:00（夏令时）。

## 行政
弗拉耶和沙特比耶的邮政编码为70400，INSEE市镇编码为70248。

## 政治
弗拉耶和沙特比耶所属的省级选区为埃里库尔第一县。

## 人口

1962-2008年间弗拉耶和沙特比耶人口变化图示

弗拉耶和沙特比耶于2022年1月1日时的人口数量为1377人。